# Eloria muzo
Eloria muzo är en fjärilsart som beskrevs av Collenette 1950. Eloria muzo ingår i släktet Eloria och familjen tofsspinnare. Inga underarter finns listade i Catalogue of Life.